# Rettet Bikini Bottom: Der Sandy Cheeks Film
Rettet Bikini Bottom: Der Sandy Cheeks Film (Originaltitel Saving Bikini Bottom: The Sandy Cheeks Movie) ist ein US-amerikanischer Abenteuerfilm, basierend auf der Zeichentrickserie SpongeBob Schwammkopf. Der Film wurde am 2. August 2024 auf Netflix veröffentlicht.
Am 7. März 2025 erschien mit Plankton: Der Film ein zweiter Spin-off-Film zur Serie.

## Handlung
Als die Unterwasserstadt Bikini Bottom plötzlich aus dem Ozean auftaucht, müssen SpongeBob Schwammkopf und Sandy Cheeks schnell handeln. Die beiden reisen nach Texas, Sandys Heimatstaat, wo sie auf Sandys Familie treffen, darunter Randy, Oma, Papa und Mama Cheeks. Gemeinsam müssen sie Bikini Bottom vor einer gefährlichen Verschwörung retten.

## Produktion und Veröffentlichung
Im März 2020 wurde bekanntgegeben, dass Paramount Global zwei Spin-off-Filme der Serie SpongeBob Schwammkopf für Netflix produzieren werde. Liza Johnson wurde als Regisseurin engagiert, während Marc Ceccarelli als Executive Producer fungierte. Im Mai 2021 wurde bekannt, dass Sandy Cheeks die Rolle des Hauptcharakters übernehmen werde und Kaz sowie Tom Kenny das Drehbuch schreiben. Die Veröffentlichung des Films wurde für August 2024 angekündigt. Am 21. Januar 2024 und damit einige Monate vor der offiziellen Veröffentlichung wurde der vollständige Film auf der Plattform X geleakt. Am 2. August 2024 wurde der Film offiziell auf Netflix veröffentlicht.

## Besetzung und Synchronisation
Die deutschsprachige Synchronisation entstand durch die Iyuno Germany in Berlin.
| Figur                       | Originalsprecher | Deutscher Sprecher        |
| --------------------------- | ---------------- | ------------------------- |
| SpongeBob Schwammkopf       | Tom Kenny        | Santiago Ziesmer          |
| Sandy Cheeks                | Carolyn Lawrence | Cathlen Gawlich           |
| Patrick Star                | Bill Fagerbakke  | Fritz Rott                |
| Thaddäus Tentakel           | Rodger Bumpass   | Joachim Kaps              |
| Mr. Krabs                   | Clancy Brown     | Jürgen Kluckert           |
| Plankton                    | Mr. Lawrence     | Sebastian Christoph Jacob |
| Karen                       | Jill Talley      | Susanne Geier             |
| Mrs. Puff                   | Mary Jo Catlett  | Sonja Deutsch             |
| Larry, der Hummer           | Mr. Lawrence     | Jörg Hengstler            |
| Jacques Cousteau (Erzähler) | Tom Kenny        | Michael Pan               |
| Randy                       | Johnny Knoxville | Florian Clyde             |
| Rosie Cheeks                | Grey DeLisle     | Milena Rybiczka           |
| Rowdy Cheeks                | Grey DeLisle     | Luisa Wietzorek           |
| Ma Cheeks                   | Grey DeLisle     | Almut Zydra               |
| Pa Cheeks                   | Craig Robinson   | Marko Bräutigam           |

| Figur      | Darsteller            | Deutscher Sprecher |
| ---------- | --------------------- | ------------------ |
| Sue Nahmee | Wanda Sykes           | Heike Schroetter   |
| Phoebe     | Ilia Isorelýs Paulino | Uschi Hugo         |
| Kyle       | Matty Cardarople      | Rainer Fritzsche   |

## Rezeption
Rettet Bikini Bottom: Der Sandy Cheeks Film erhielt mäßige bis negative Kritiken. Auf Rotten Tomatoes erhält der Film bei den Filmkritikern eine Bewertung von 53 %, basierend auf 17 Kritiken sowie eine Zuschauerbewertung von 21 %, basierend auf über 250 Bewertungen.